# Chris Kattan
Christopher Lee „Chris” Kattan (ur. 19 października 1970 w Los Angeles) – amerykański aktor telewizyjny, teatralny i filmowy.

## Życiorys
Urodził się w Los Angeles jako syn Hajnalka E. Biró Kattan, węgiersko-amerykańskiej modelki, która w latach 60. pojawiła się w magazynie „Playboy”, i Kipa Kinga (właściwie Jerome Kattan), aktora. Jego babka ze strony matki Rebekka Regina Honig (córka Hermana Honiga i Charny Krigsfeld) urodziła się w Polsce. Dorastał w Sherman Oaks. Gdy miał dwa lata, jego rodzice rozwiedli się. Matka ponownie wyszła za mąż za Marca Joslyna. Chris wraz z matką i ojczymem był w zgrupowaniu Zen w Mt. Baldy. W weekendy odwiedzał ojca w Los Angeles. W 1989 ukończył High School Bainbridge Island w Waszyngtonie, gdzie jego ulubionym przedmiotem był teatr. Uczęszczał na California State University Northridge.
Po przeprowadzce do Los Angeles dołączył do komediowej grupy The Groundlings. Studiował aktorstwo i reżyserię na Uniwersytecie Stanowym Kalifornia w Northridge. Od marca 1996 występował w programie Saturday Night Live (1996–2003). Improwizował tak znane osobowości jak Christiane Amanpour, Antonio Banderas, Andy Dick, Bill Gates, Ben Affleck, Julio Iglesias Jr., Steve Irwin, Chris Kirkpatrick, Ricky Martin, Alanis Morissette, Al Pacino, Kid Rock, David Lee Roth, Paul Shaffer, David Spade i dziennikarka CNN – Christiane Amanpour. W 2000 otrzymał nominację do nagrody Teen Choice.
W 2004 trafił na Broadway jako Xanthias w komedii Arystofanesa Żaby.

## Wybrana filmografia

### filmy fabularne
- 1993: The Making of '...And God Spoke' jako Moviegoer
- 1998: Odlotowy duet (A Night at the Roxbury) jako Doug Butabi
- 1999: Dom na Przeklętym Wzgórzu (House on Haunted Hill) jako Watson Pritchett
- 2000: Any Given Wednesday jako Al Pacino
- 2001: Małpiszon (Monkeybone) jako szef Stu
- 2001: Corky Romano jako Corky Romano
- 2002: Tajniak (Undercover Brother) jako Pan Feather
- 2005: Santa's Slay jako Chris Kattan
- 2005: Adam i Steve (Adam & Steve) jako Michael
- 2006: Totally Awesome jako Gabriel
- 2006: Rok bez Mikołaja (The Year Without a Santa Claus) jako Sparky
- 2006: Delgo jako Filo (głos)
- 2007: Wanted: Undead or Alive jako Luke Bud
- 2007: Supersamiec (Superbad) - scena usunięta
- 2007: Nancy Drew i tajemnice Hollywood (Nancy Drew) jako włamywacz
- 2007: Milion na gwiazdkę (Christmas in Wonderland) jako Leo Cardoza
- 2008: Delgo jako Filo (głos)
- 2011: Spluwy, dziewczyny i poker jako Gay Elvis
- 2012: Foodfight! jako Pingwin polarny (głos)
- 2012: Hotel Transylwania 2 jako Kakie (głos)

### seriale TV
- 1996: Grace w opałach jako karnawałowy naganiacz
- 1996–2003: Saturday Night Live
- 2001: Zapasy na śmierć i życie w roli samego siebie (głos)
- 2009–2012, 2014: Pępek świata (The Middle) jako Bob
- 2010: Jak poznałem waszą matkę jako Jed
- 2010/2014: Late Night with Jimmy Fallon w roli samego siebie
- 2014: Jak poznałem waszą matkę jako Jed Mosely
- 2014-2015: Jake i piraci z Nibylandii jako król Zongo (głos)
- 2016-2018: Królikula jako Bunnicula (głos)
- 2017: Dancing with the Stars w roli samego siebie